# HMS Sans Pareil (1887)
El HMS Sans Pareil (del francés Sin igual) fue un acorazado de la clase Victoria de la Marina Real Británica de la era victoriana, siendo su único barco gemelo el HMS  Victoria.

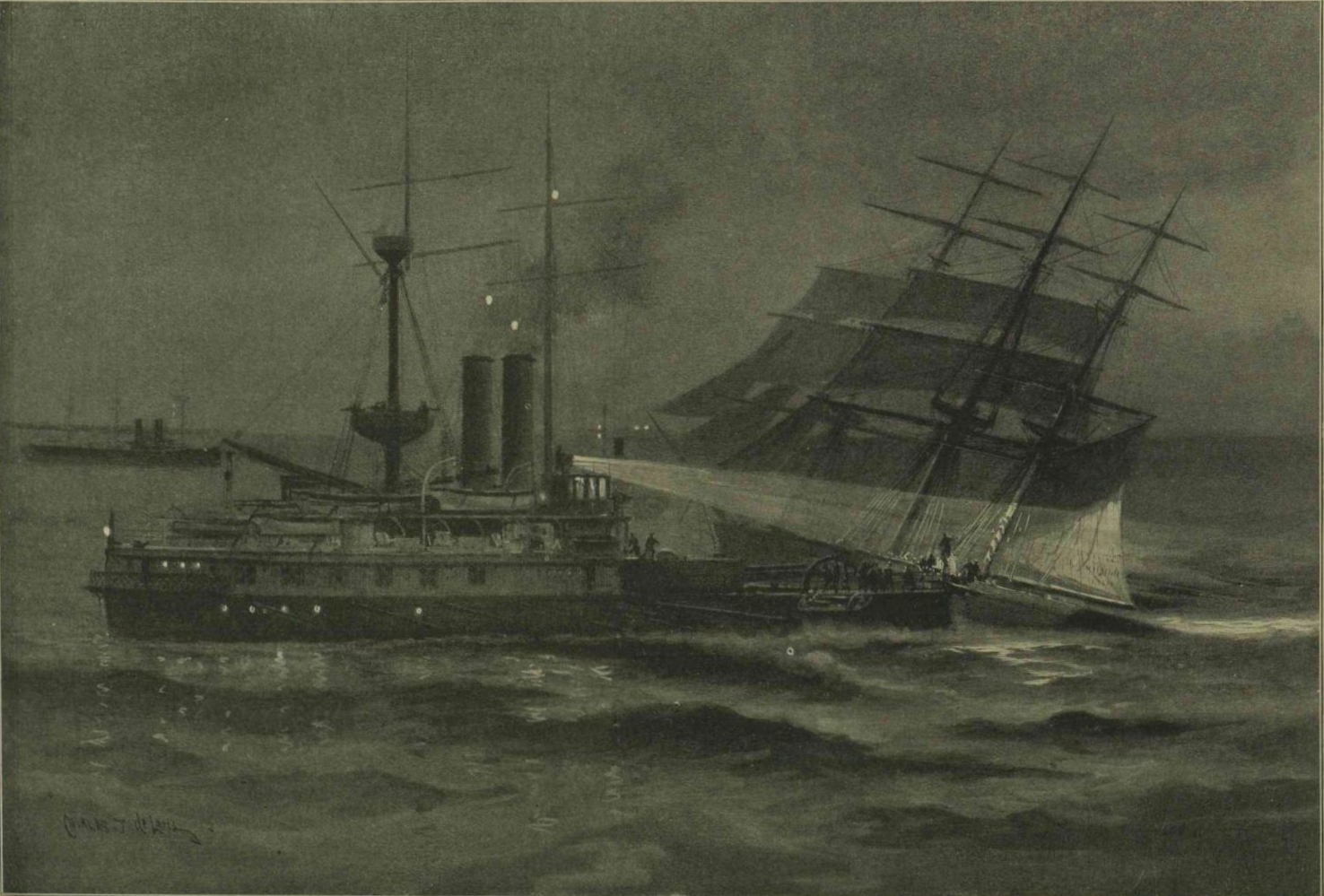
Dibujo del Sans Pareil chocando contra el East Lothian, un buque mercante de 1400 toneladas al que acabó hundiendo, frente a The Lizard, el 7 de agosto de 1899

Entró en servicio en 1891. Chocó contra el East Lothian, un buque mercante de 1400 toneladas, y lo hundió frente a The Lizard el 7 de agosto de 1899. Fue vendido como chatarra en 1907.